# Alexandria (Tennessee)
Alexandria – miasto w Stanach Zjednoczonych, w stanie Tennessee, w hrabstwie DeKalb.